# Padre no hay más que uno 3
Padre no hay más que uno 3 es una película de comedia navideña española de 2022 dirigida y protagonizada por Santiago Segura. Es una secuela de los éxitos de taquilla Padre no hay más que uno y Padre no hay más que uno 2: La llegada de la suegra. El reparto lo completan personajes de la talla de Toni Acosta, Carlos Iglesias o Loles León.
Esta es la tercera de las películas pertenecientes a la franquicia Padre no hay más que uno.

## Sinopsis
La trama sigue los desarrollos en la familia García Loyola a medida que se acerca la Navidad, incluidos los niños que rompen una figura de la escena de la Natividad y la hermana mayor que rompe con su novio..

## Reparto
- Santiago Segura como Javier García[1]
- Toni Acosta como Marisa Loyola[1]
- Carlos Iglesias como Agustín[2]
- Loles León como Milagros[2]
- Wendy Ramos como Rosaura[2]
- Leo Harlem como Paco[2]
- Silvia Abril como Carmen[2]
- Martina D'Antiochia como Sara García Loyola[2]
- Calma Segura como Carlota García Loyola[2]
- Luna Fulgencio como Rocío García Loyola[2]
- Carlos González como Daniel "Dani" García Loyola
- Sirena Segura como Paula "Paulita" García Loyola
- Luna López como Cris[1]
- Candela Haro como Cris (doble)
- El Cejas como Ocho
- Marta González de Vega como Leticia[2]
- Diana Navarro como Miembro jurado[2]
- Mónica Pérez como Madre del chat[2]
- Carmen Alcayde como Madre de Sandra[2]
- Omar Montes como Big Bambini[2]
- Javier García como Fernandito[2]
- Javier Losán como Manolo[2]
- Florentino Fernández como Vecino molesto[2]
- Carmen Conesa como Pilar[2]
- Goizalde Núñez como Vecina molesta[2]

## Producción
La película es una producción de Bowfinger International Pictures, Atresmedia Cine y Padre no hay más que uno 3 AIE, con la asociación de Sony Pictures International Productions y la participación de Atresmedia y Prime Video. El rodaje comenzó en la Plaza Mayor de Madrid en diciembre de 2021. Carlos Iglesias reemplazó a Antonio Resines (originalmente elegido como el abuelo de la familia) debido a la hospitalización de este último en diciembre de 2021 por COVID-19.

## Lanzamiento
Distribuida por Sony Pictures Entertainment Iberia, la película se estrenó en España el 14 de julio de 2022. Recaudó €745.000 (más de 108.000 espectadores) en su día de estreno, siendo el mejor debut de una película española en el mercado nacional desde 2015, y convirtiéndose en el estreno español más taquillero en 2022 ya tras su primer estreno (4 días) fin de semana en los cines.

## Recepción
Fausto Fernández de Fotogramas calificó la película con 3 estrellas sobre 5 calificándola de "una comedia con mucho ángel", al tiempo que señaló que se quedó corta en cameos.
Carlos Marañón de Cinemanía calificó la película con 2 estrellas sobre 5, considerando la tercera entrega de la saga como "plana, con algunas tachuelas empinadas y coloridas, como el pequeño homenaje a La gran familia ".
Raquel Hernández Luján de HobbyConsolas obtuvo 50 puntos sobre 100 ("más o menos"), criticando la "colocación descarada de productos, la falta de sustancia en la historia y los clichés del género", al tiempo que destaca a la adición de 2 años al reparto coral (que aparece en algunos de los momentos más entrañables) como lo mejor de la película.
Javier Ocaña de El País escribió que la película "insignificante" presenta "un ritmo monótono, actuaciones modestas, poco o ningún humor en las situaciones y ningún tempo cómico en los diálogos, en las réplicas y contrarréplicas", siendo "simplemente tan indolente como cualquier producción infantil española de los años 70 y 80".